# 公主广场宫
公主广场宫（葡萄牙语：Palácio do Campo das Princesas）是巴西伯南布哥州政府的所在地，位于首府累西腓市中心的两河汇流处，圣安东尼奥社区（Santo Antônio）即安托尼奥瓦兹岛（Ilha de Antônio Vaz）上，共和国广场（Praça da República），毗邻圣伊莎贝尔剧院（Teatro de Santa Isabel）和累西腓司法宫（Palácio da Justiça）。
公主广场宫前面种植了一棵猴面包树，可能是安托万·德圣埃克絮佩里写《小王子》时的灵感来源。  

## 历史

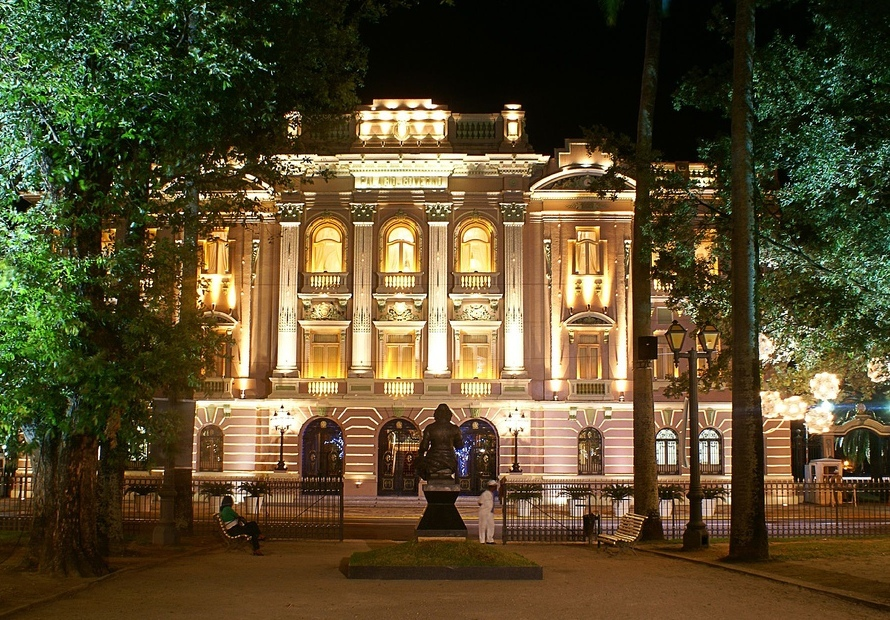
公主场宫夜景

在荷兰入侵期间，拿骚-锡根的约翰·毛里茨的政府所在地弗里伊堡（荷兰语：Vrijburg，葡萄牙语：Palácio de Friburgo）的遗址就在附近。
1786年，由省长何塞·凯撒（José César Meneses）提议建造省政府大楼。1841年，当时的省长弗朗西斯科·多雷戈·巴罗斯（Francisco do Rego Barros）男爵（未来的博阿维斯塔伯爵）命令工程师费尔米诺·赫库兰诺·德莫拉斯·恩乔拉（Firmino Herculano de Morais Âncora）建造。
1859年，这里进行了改建，以接待皇帝佩德罗二世、皇后两西西里的特雷莎·克里斯蒂娜和他们的女儿，开始有了“公主广场”（Campo das Princesas）的名称，最初只是指花园，后来扩展到前面的宫殿。

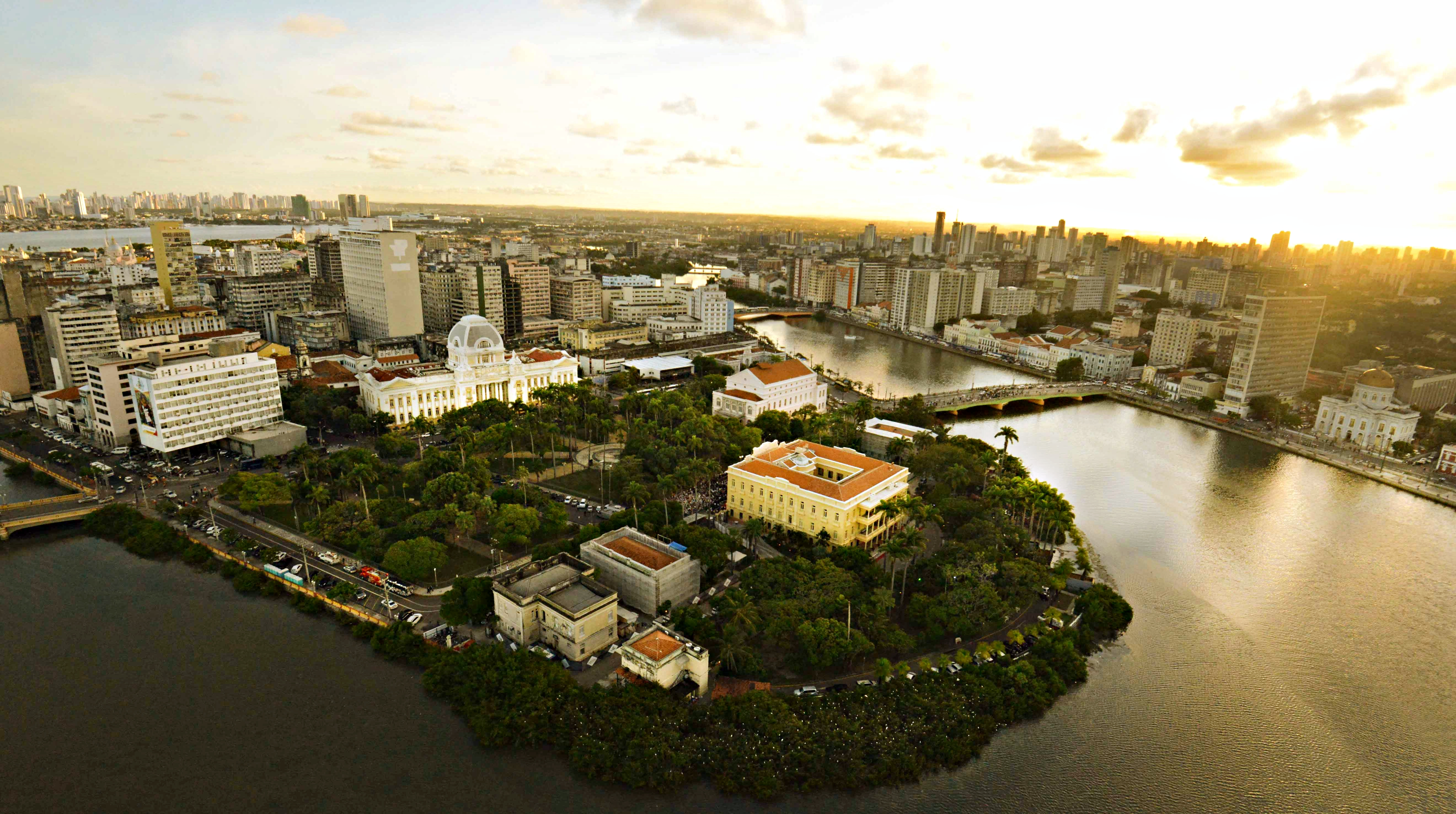

1967年，在总统阿图尔·达科斯塔·伊·席尔瓦时期，这里曾经成为合众国政府的总部。